# Daïras de la wilaya d'El Oued

Daïras de la wilaya d'El Oued avant 2019

La wilaya d'El Oued compte dix daïras (circonscriptions administratives) depuis 2019, chacune comprenant plusieurs communes pour un total de vingt-deux communes.

## Daïras de la wilaya d'El Oued
| Daïra         | Nombre de communes | Communes                              |
| ------------- | ------------------ | ------------------------------------- |
| Bayadha       | 1                  | Bayadha                               |
| Debila        | 2                  | Debila, Hassani Abdelkrim             |
| El Oued       | 2                  | El Oued, Kouinine                     |
| Guemar        | 3                  | Guemar, Ourmas, Taghzout              |
| Hassi Khalifa | 2                  | Hassi Khalifa, Trifaoui               |
| Magrane       | 2                  | Magrane, Sidi Aoun                    |
| Mih Ouansa    | 2                  | Mih Ouansa, Oued El Alenda            |
| Reguiba       | 2                  | Hamraia, Reguiba                      |
| Robbah        | 3                  | Nakhla, Robbah, El Ogla               |
| Taleb Larbi   | 3                  | Beni Guecha, Douar El Ma, Taleb Larbi |